# Highgate Cemetery

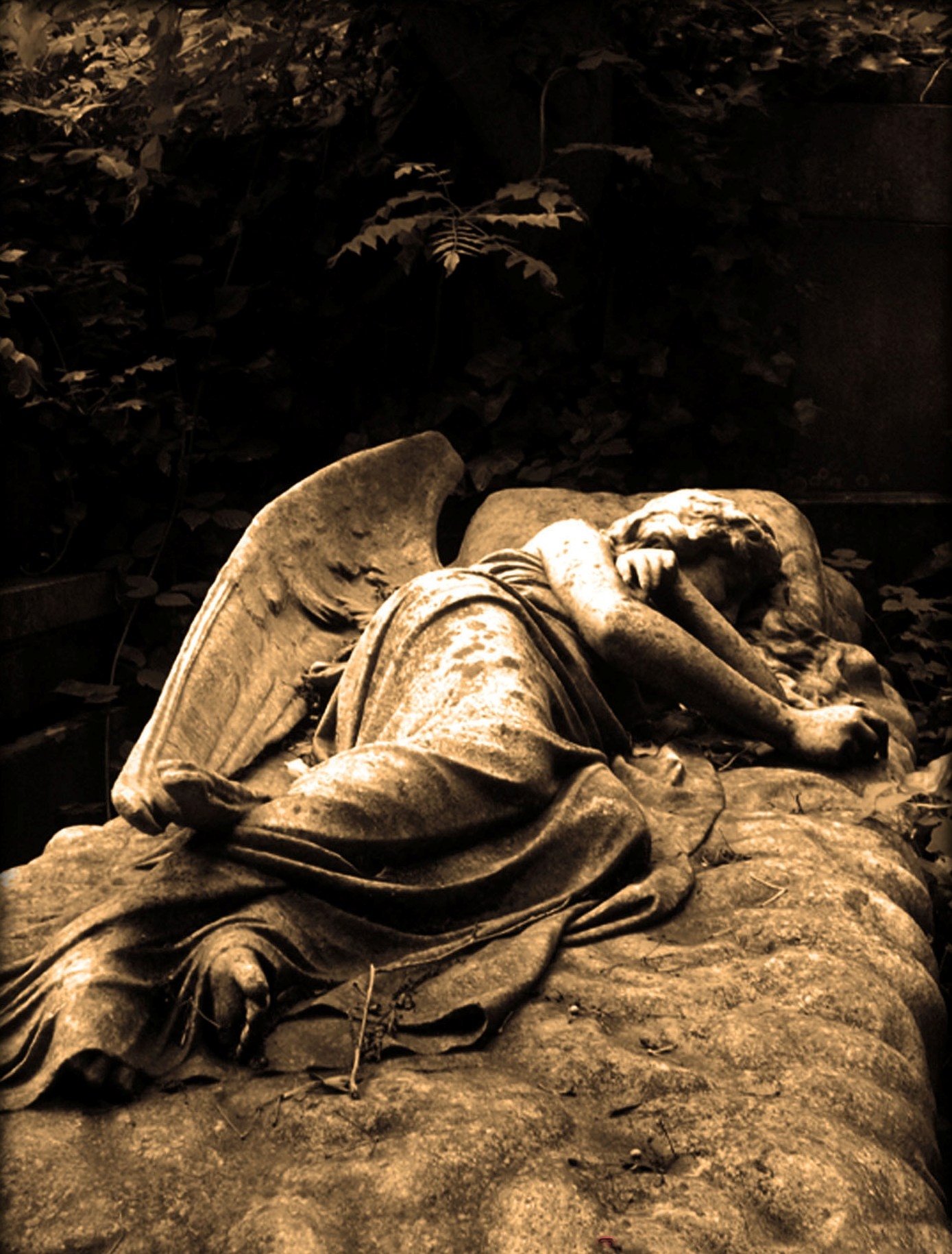
Tomba del Highgate Cemetery

El cementiri Highgate, Highgate Cemetery, es troba a north London, Anglaterra. Té designat el grau 1, Grade I, del registre National Register of Historic Parks and Gardens de la Historic England. Està dividit en dues parts, anomenades East i West cemetery. Hi ha unes 170.000 persones enterrades dins unes 53.000 tombes al Highgate Cemetery.

## Localització
Aquest cementiri, que ocupa 15 hectàrees, es troba a les dues bandes de Swain's Lane a Highgate, N6, prop del Waterlow Park. Es troba als barris de Londres (London Boroughs) de Camden, Haringey i Islington. L'enllaç de transport més proper n'és Archway tube station.

## Història
Es va obrir l'any 1839 dins d'un pla per proporcionar set cementiris grans i moderns coneguts com els "Magnificent Seven". El disseny original va ser de l'arquitecte Stephen Geary.
15 acres van ser consagrats per a l'ús de la Church of England, i dos acres per als dissidents anglesos (Dissenters). El primer enterrament va ser el d'Elizabeth Jackson de Little Windmill Street, Soho, el 26 de maig.
La tomba de Karl Marx, l'Egyptian Avenue i el Columbarium tenen el Grau 1 (Grade I) d'edificis classificats (listed buildings).
Per associació amb Karl Marx, molts líders i intel·lectuals socialistes hi són enterrats.

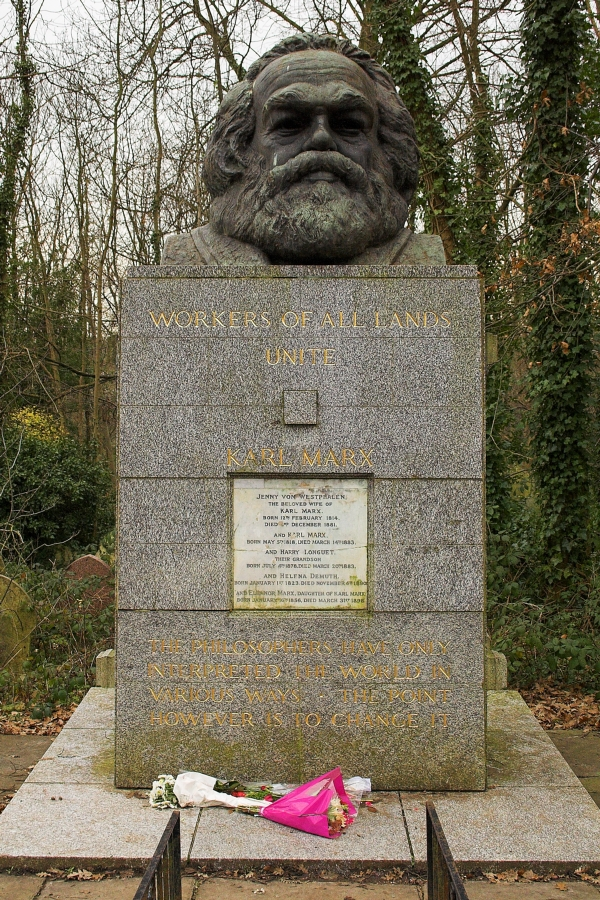
Tomba de Karl Marx, East Cemetery

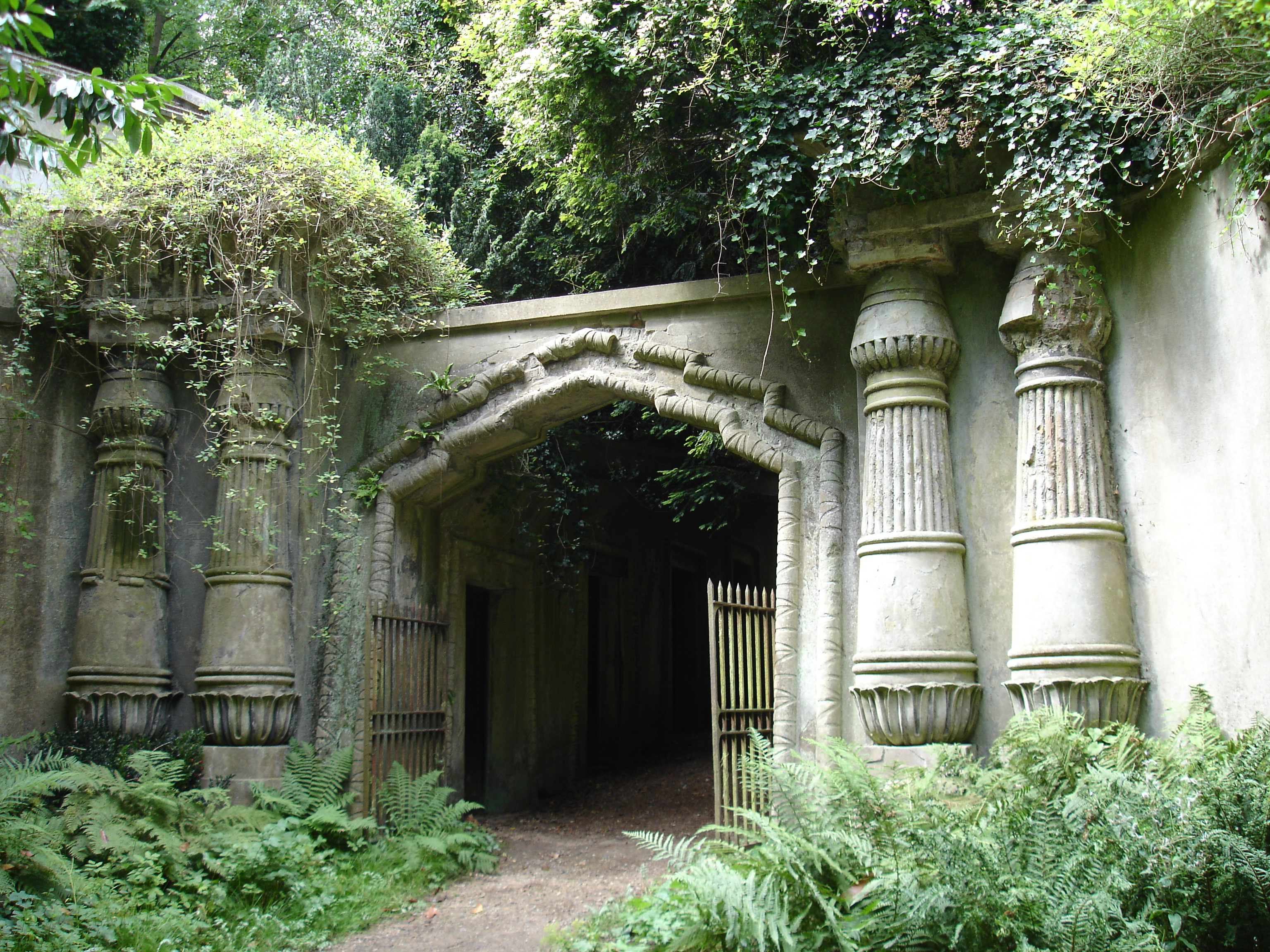
Entrada a Egyptian Avenue, West Cemetery

### Enterrats famosos

#### East Cemetery

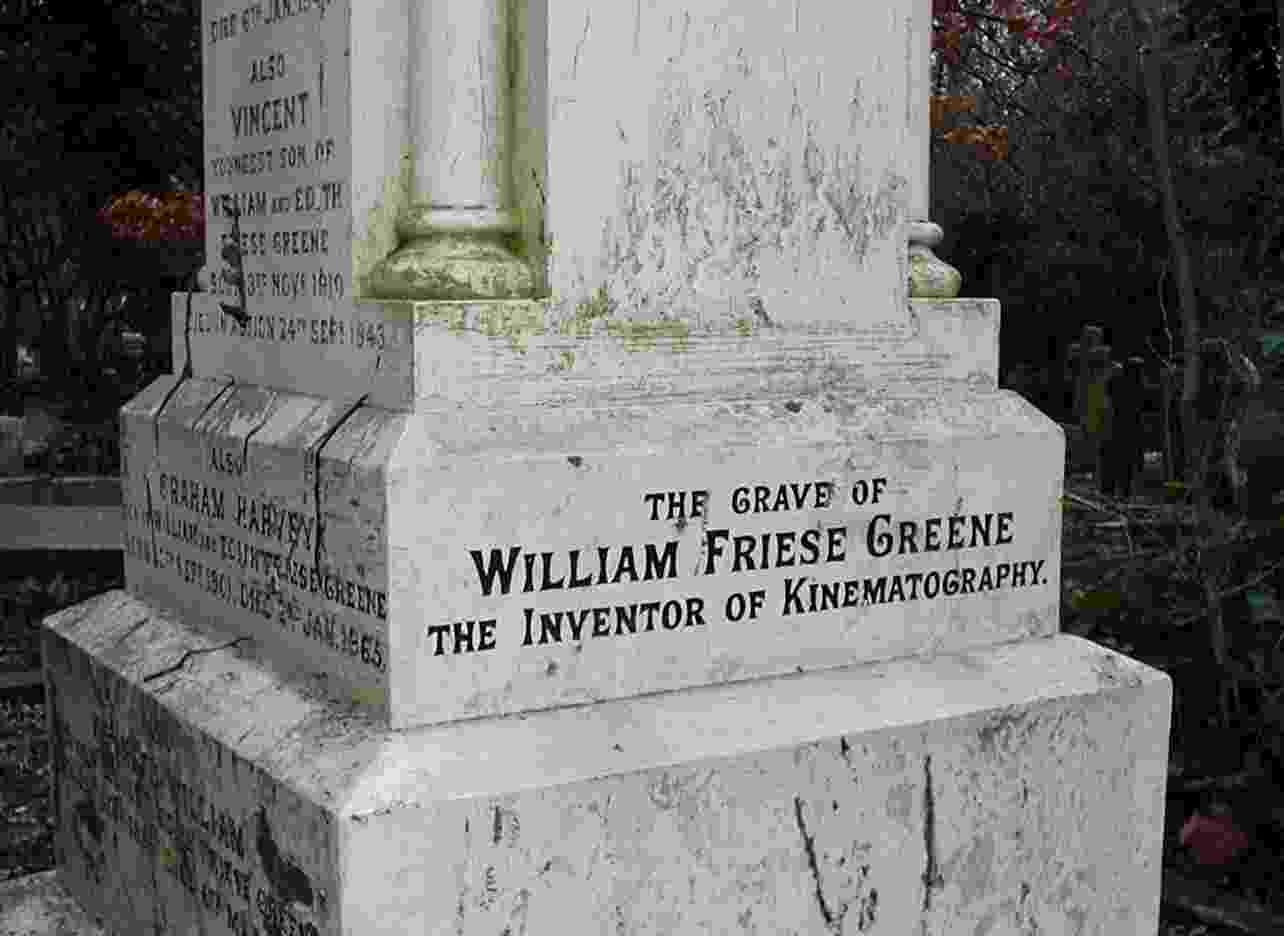
Tomba de William Friese-Greene per Lutyens, East Cemetery

- Douglas Adams, autor de The Hitchhiker's Guide to the Galaxy
- Farzad Bazoft, periodista executat durant el règim de Saddam Hussein
- Patrick Caulfield, pintor de pop art
- William Kingdon Clifford, matemàtic i Lucy Lane Clifford, novel·lista
- George Eliot
- Sheila Gish, actriu
- Henry Gray, cirurgià,[3][4] autor de Gray's Anatomy.
- Eric Hobsbawm, historiador
- George Holyoake, cooperativista
- Anatoly Kuznetsov, escriptor soviètic
- Claudia Jones,comunista, lluitadora per la justícia social
- William Friese-Greene, pioner del cinema
- Mansoor Hekmat, líder comunista de l'Iran
- George Henry Lewes.
- Anna Mahler, escultora, filla de Gustav Mahler i Alma Schindler
- Karl Marx, sociòleg, fundador del marxisme
- Carl Mayer, guionista de The Cabinet of Doctor Caligari i Sunrise
- Malcolm McLaren, manàger, Punk, dels Sex Pistols
- Anthony Shaffer guionista i novel·lista
- Herbert Spencer, filòsof i economista del laissez-faire
- Sir Leslie Stephen, crític i primer editor del Dictionary of National Biography, pare de Virginia Woolf i Vanessa Bell

#### West Cemetery
- Jane Arden, director de cinema i poeta.
- Edward Hodges Baily, escultor
- Beryl Bainbridge, escriptor
- George Samuel Bentley, impressor i publicador del London Standard Newspaper 1879-1890
- John i Elizabeth Dickens, pares de Charles Dickens
- Michael Faraday, físic i químic
- John Galsworthy, Premi Nobel
- Alexander Litvinenko, dissident rus enverinat a Londres
- Christina Rossetti, poeta
- Frances Polidori Rossetti, mare de Dante Gabriel, Christina i William Michael Rossetti
- William Michael Rossetti, cofundador del prerrafaelisme
- Jean Simmons, actriu
- Adam Worth, possible inspiració per a l'enemic de Sherlock Holmes, el professor Moriarty
- Patrick Wymark, actor